# مكتبة بلدية رفح العامة
مكتبة بلدية رفح العامة هي مكتبة عامة تقع وسط مدينة رفح الفلسطينية جنوب قطاع غزة قرب محكمة رفح الشرعية. للمكتبة قاعة تعقد فيها مجالس وندوات ومحاضرات ومؤتمرات وورشات. ميسون شعث أمينة قسم الطفل. يديرها طلال حمدان.

## التاريخ
تأسست المكتبة عام 1986.
استقبلت المكتبة في سنة 2015 مـ أكثر من 12,740 زائرا من بينهم أربعة آلاف طفل، وبلغ عدد مطالَعات الكتب والمطبوعات داخل المكتبة 38,220 مطالعة، واستُعير من المكتبة نحو 25,450 كتاب ومطبوع. بلغ عدد كتبها في ختام سنة 2016 نحو 42,000.
بهدف تشجيع الناس على القراءة وتشجيع الأطفال منهم بالخصوص، نظمت المكتبة حملات عديدة بالتعاون مع وزارة التربية والتعليم ومنظمات تُعنى بالطفل من بينها حملة «أبي، اقرأ لي»، كما نظمت فعاليات داخل المدارس مثل «أسبوع المكتبات المدرسية».
شهدت المكتبة إصلاحات أخرى ضمن مشروع «مكتبات من أجل التغيير» الذي أنجزته مؤسسة التعاون مع شركاء لها. أفضت هذه الإصلاحات إلى حصول المكتبة على نظام طاقة شمسية يضمن اشتغال المكتبة بشكل كامل ومتّصل بعد أن كانت تعاني من انقطاع للكهرباء يصل إلى 12 ساعة في اليوم. وأعان المشروع ذاته في توفير حواسيب وأجهزة حديثة لأجل المكتبة وفي تدريب طاقم المكتبة على إدارتها.